# 萨亦德
萨亦德（維吾爾語：سۇلتان سەئىدخان‎，1487年—1533年），生於吐魯番，葉爾羌汗國創建者，东察合台汗国汗速檀阿黑麻之子。有兄弟滿速兒。
1487年，他祖父羽奴思汗死後，由伯父速檀馬哈木汗繼承汗位，管理塔什干，而阿黑麻管理南疆。1501年，他隨父親前往塔什干支持馬哈木對抗昔班尼。東察合台汗國被打敗，賽德被棄於戰場，被當地人送到阿黑昔。該城達魯花赤巴耶濟德叛變，他被送到監獄。
1502年，昔班尼釋放他出獄，把他帶回撒馬爾罕，又帶他出征昆都士。趁昔班尼進攻花剌子模，他逃亡塞蘭，再前往馬哈木汗的駐地。阿黑麻在1504年於阿克蘇病逝，賽德前往蒙兀兒斯坦避難，被他的兄弟哈里勒趕走。被迫再前往費爾干納谷地。1508年再與烏茲別克人戰鬥，被徹底擊敗，馬哈木被處死。賽德逃亡，前往安集延。烏茲別克人開會後決定殺死在河中的東察合台汗國人，當地監治官無故放他出獄。賽德怕他反悔，急忙前往巴布爾處避難。
在1514年，前往喀什噶爾，打敗了杜格拉特部埃米爾阿布·巴克爾，後在同年占領莎車建立汗國。他於1533年在征戰麻域（今印度拉达克及西藏阿里地区）時因患高山症在斗拉特别奥里地而死。

## 資料來源
- 歷史上的新疆

| 前任： — | 叶尔羌汗国 首任君主 1513年—1533年 | 繼任： 拉失德 |